# 세이렌

세이렌

세이렌(그리스어: Σειρήνες Seirēn[*], 영어: The Sirens)은 그리스 신화에 나오는, 아름다운 인간 여성의 얼굴에 독수리의 몸을 가진 전설의 동물들이다.
세이렌은 이탈리아반도 서부 해안의 절벽과 바위로 둘러싸인 사이레눔 스코풀리(Sirenum Scopuli)라는 섬에 사는 바다의 님프들이다. 하신 아켈레오스가 무사 멜포메네나 스테로페, 혹은 테르프시코라에게서 낳은 딸들로, 모두 3명(피시오네·아글라오페·텔크시에페이아 혹은 파르테노페·레우코시아·리기아) 혹은 4명(텔레스·라이드네·몰페·텔크시오페)이라고 한다.
세이렌은 여성의 유혹 내지는 속임수를 상징하는데, 그 이유는 섬에 선박이 가까이 다가오면 아름다운 노랫소리로 선원들을 유혹하여 바다에 뛰어드는 충동질을 일으켜 죽게 만드는 힘을 지녔기 때문이다. 그녀들이 특히 암초와 여울목이 많은 곳에서 거주하는 이유도 노래로 유인한 선박들이 난파당하기 쉬운 장소이기 때문이다.
세이렌의 노래는 저항할 수 없을 정도로 매혹적이어서 수많은 남성들이 목숨을 바치지 않으면 안 되었다. 그러나 세이렌은 두 차례에 걸쳐 목적을 달성하는 데 실패했다. 오디세우스는 세이렌의 유혹을 이겨내기 위하여 부하들에게 자신의 몸을 돛대에 결박하고 어떤 일이 있어도 자신의 결박을 풀지 말라고 했다. 세이렌의 고혹적인 노랫소리가 들려오자 오디세우스는 결박을 풀려고 몸부림쳤다. 그러나 귀마개를 쓴 부하들은 명령에 순종하여 그를 더욱 단단히 결박하였다. 결국 선박의 항해는 계속되었고 노랫소리는 점점 약해져서 마침내 세이렌의 유혹으로부터 무사히 벗어나 섬을 지나갈 수 있었다. 이에 세이렌들은 모욕감을 느껴 단체로 자살했다고 한다.
또한 뛰어난 음악가이자 시인인 오르페우스가 황금 양털을 찾기 위해 아르고라는 선박을 타고 항해하던 도중에 세이렌의 노래를 듣게 되었는데, 오르페우스가 세이렌보다 더 아름다운 노래를 불러 맞대응하자 이에 모욕감을 느낀 세이렌이 바다에 몸을 던져 바위가 되어버렸다고 한다. 누군가 자신의 유혹에 넘어오지 않으면 자살하는 것이 원칙이었기 때문이다. 스핑크스가 자신의 수수께끼가 풀리자 역시 자살한 것도 이와 같은 맥락이다.
경보(警報)를 뜻하는 사이렌(siren)은 여기에서 비롯된 말이다.

## 같이 보기
- 인어
- 스타벅스의 로고는 세이렌에서 유래했다.